# 比利時國徽
比利時國徽有兩個版本，分別是較大版本及較小版本。以下將會把兩者分開說明。

## 較大的國徽
在比利時的國徽（較大版本）中，有一對獅子的圖樣。這對獅子被稱為「比利時雄獅」（拉丁文：Leo Belgicus），是比利時的國家象徵。在國徽的中央是一面盾牌，其上也繪有傳統的獅子圖樣。另外，在國徽中，有一件象徵君主國體的紅色上衣。而在盾牌下方則寫有比利時的國家格言：「團結就是力量」。(法語：L'union fait la force，荷蘭語：Eendracht maakt macht)在這件紅色上衣的頂端，有一頂皇冠。國徽中每隻獅子都握著比利時國旗。在國徽的頂端有比利時疆域中9個省的象徵旗幟(1995年後為10個省)。
這個版本的國徽是在1837年5月17日開始使用。

## 較小版本
較小版本的國徽為比利時聯邦政府使用。其中包含了一面黑色的盾牌，其上繪有一隻黃色的獅子，手持布拉班特的武器(the weapon of Brabant)，頭戴一頂皇冠。在盾牌的下方是一面勳章，在勳章的綴帶上寫有比利時的國家格言「團結就是力量」。在盾牌的後方有兩根交叉的權杖，一根的頂端是一隻手，另一根的頂端就是一隻獅子。

## 外部連結
- Coat of arms of Belgium In The World All Countries Coat of arms